# Аракский сельсовет
Аракский сельсовет — административно-территориальная единица и муниципальное образование со статусом сельского поселения в Табасаранском районе Дагестана Российской Федерации.
Административный центр — село Арак.

## Население
| 2002  | 2010  | 2012  | 2013  | 2014  | 2015  | 2016  |
| ----- | ----- | ----- | ----- | ----- | ----- | ----- |
| 2000  | ↘1918 | ↘1883 | ↘1839 | ↘1785 | ↘1776 | ↘1704 |
| 2017  | 2018  | 2019  | 2020  | 2021  | 2023  | 2024  |
| ↘1678 | ↗1729 | ↘1714 | ↘1693 | ↘1518 | ↘1478 | ↘1460 |
| 2025  |       |       |       |       |       |       |
| ↗1605 |       |       |       |       |       |       |

## Состав
| № | Населённый пункт | Тип населённого пункта       | Население |
| - | ---------------- | ---------------------------- | --------- |
| 1 | Арак             | село, административный центр | ↘385      |
| 2 | Лидже            | село                         | ↘162      |
| 3 | Новое Лидже      | село                         | ↘409      |
| 4 | Цухдыг           | село                         | ↘562      |